# Andrew John Charles Grierson
Andrew John Charles Grierson  ( 1929 - 1990 ) fue un botánico inglés.

## Algunas publicaciones
- Grierson, AJC. 1961. A revision of the genus Incarvillea

- La abreviatura «Grierson» se emplea para indicar a Andrew John Charles Grierson como autoridad en la descripción y clasificación científica de los vegetales.[1]